# Liste der Kulturgüter in Müllheim
Die Liste der Kulturgüter in Müllheim enthält alle Objekte in der Gemeinde Müllheim im Kanton Thurgau, die gemäss der Haager Konvention zum Schutz von Kulturgut bei bewaffneten Konflikten, dem Bundesgesetz vom 20. Juni 2014 über den Schutz der Kulturgüter bei bewaffneten Konflikten sowie der Verordnung vom 29. Oktober 2014 über den Schutz der Kulturgüter bei bewaffneten Konflikten unter Schutz stehen.
Objekte der Kategorie A sind im Gemeindegebiet nicht ausgewiesen, Objekte der Kategorie B sind vollständig in der Liste enthalten, Objekte der Kategorie C fehlen zurzeit (Stand: 1. Januar 2023).

## Kulturgüter
| Foto |                                                                         | Objekt                                       | Kat. | Typ | Standort                                              | Beschreibung |
| ---- | ----------------------------------------------------------------------- | -------------------------------------------- | ---- | --- | ----------------------------------------------------- | ------------ |
| BW   | Datei hochladen · Wikidata zu Wohnhaus, Büro Felsenau (Q133862411)      | Wohnhaus, Büro Felsenau KGS-Nr.: 02835       | B    | G   | Müllheim Dorf, Frauenfelderstrasse 25 717263 / 273314 |              |
| ja   | Datei hochladen · Wikidata zu Reformierte Kirche St. Verena (Q28500830) | Reformierte Kirche St. Verena KGS-Nr.: 05115 | B    | G   | Kreuzlingerstrasse 47 718093 / 273843                 |              |
| ja   | Datei hochladen · Wikidata zu Ehemalige Mühle Maltbach (Q29883213)      | Ehemalige Mühle Maltbach KGS-Nr.: 11028      | B    | G   | Maltbach 716394 / 273541                              |              |
| ja   | Datei hochladen · Wikidata zu Gasthof Löwen (Q29883215)                 | Gasthof Löwen KGS-Nr.: 13770                 | B    | G   | Kreuzlingerstrasse 52 718144 / 273825                 |              |